# Roseburg North
Roseburg North az Amerikai Egyesült Államok északnyugati részén, Oregon állam Douglas megyéjében elhelyezkedő statisztikai település. A 2010. évi népszámláláskor 5912 lakosa volt. Területe 58,8 km², melyből 1 km² vízi.

## Népesség

### 2010
A 2010-es népszámláláskor  5912 lakója, 2638 háztartása és 1618 családja volt. A népsűrűség 102,2 fő/km2. A lakóegységek száma 2883, sűrűségük 49,9 db/km2. A lakosok 92,4%-a fehér, 0,4%-a afroamerikai, 1,4%-a indián, 1,1%-a ázsiai,  1,6%-a egyéb, 3%-a pedig kettő vagy több etnikumú. A spanyol vagy latino származásúak aránya 5,8% (4,7% mexikói, 0,1% Puerto Ricó-i,  1% egyéb spanyol vagy latino származású.)
A háztartások 23,3%-ában élt 18 évnél fiatalabb. 43,1% házas, 13,1% egyedülálló nő, 5,1% egyedülálló férfi, 38,7% pedig nem család. 31,9% egyedül élt; 15,2%-uk 65 éves vagy idősebb. Egy háztartásban átlagosan 2,24 személy élt; a családok átlagmérete 2,76 fő.
A medián életkor 45,4 év volt. Lakóinak 18,7%-a 18 évesnél fiatalabb, 6% 18 és 24 év közötti, 20,4%-uk 25 és 44 év közötti, 28,7%-uk 45 és 64 év közötti, 21,8%-uk pedig 65 éves vagy idősebb. A lakosok 48,2%-a férfi, 51,8%-a pedig nő.

### 2000
A 2000-es népszámláláskor   5473 lakója, 2341 háztartása és 1556 családja volt. A népsűrűség 94,7 fő/km2. A lakóegységek száma 2491, sűrűségük 43,1 db/km2. A lakosok 93,97%-a fehér, 0,18%-a afroamerikai, 1,06%-a indián, 0,75%-a ázsiai, 0,02%-a a Csendes-óceáni szigetekről származik, 1,21%-a egyéb-, 2,81%-a pedig kettő vagy több etnikumú. A spanyol vagy latino származásúak aránya 3,07% (2% mexikói, 0,1% Puerto Ricó-i,  0,9% pedig egyéb spanyol/latino származású.)
A háztartások 25,3%-ában élt 18 évnél fiatalabb. 54,1% házas, 9% egyedülálló nő; 33,5% pedig nem család. 28,2% egyedül élt; 14,4%-uk 65 éves vagy idősebb. Egy háztartásban átlagosan 2,31 személy élt; a családok átlagmérete 2,79 fő.
Lakóinak 21,1%-a 18 évesnél fiatalabb, 7,9% 18 és 24 év közötti, 23,8%-uk 25 és 44 év közötti, 26,7%-uk 45 és 64 év közötti, 20,4%-uk pedig 65 éves vagy idősebb. A medián életkor 43 év volt. Minden 100 nőre 93,5 férfi jut; a 18 évnél idősebb nőknél ez az arány 90,9.
A háztartások medián bevétele 35 684 amerikai dollár, ez az érték családoknál $43 013. A férfiak medián keresete $35 370, míg a nőké $21 953. Az egy főre jutó bevétel (PCI) $17 705. A családok 6,2%-a, a teljes népesség 9,1%-a élt létminimum alatt; a 18 év alattiaknál ez a szám 8,7%, a 65 évnél idősebbeknél pedig 11,6%.